# 區曼玲
區曼玲是居住在德國的作家。

## 生平
區曼玲出生於臺灣台北市，她的父親原籍廣東高明縣，年輕時加入國民黨。1950年國民黨戰敗，撤守海南島，區曼玲的父親在槍林彈雨、一片血腥中游泳至軍艦上逃難到台灣。母親原籍福建福州，生於台灣。區曼玲畢業於北一女中、臺灣大學外文系，1992年到德國埃尔朗根-纽伦堡大学念書，獲得戲劇學碩士學位。現為華人基督徒藝術工作者協會、歐洲華文作家協會會員。
寫作之外，區曼玲常受邀至各地演講，並在德國維特拉設計博物館（Vitra Design Museum）擔任建築、藝術導覽員。
區曼玲1995年起接觸基督教，並於1998年受洗。她的作品不論散文、影評、論述、小說，皆深受基督教觀點的影響。擅長勾畫人物內心情感，文筆細膩，小說饒富戲劇性。國立台灣大學名譽教授暨前中華民國筆會會長彭鏡禧先生評論區曼玲的作品：
躍崖：……讀到末尾，我不禁淚眼朦朧。已經很久沒有被如此的文學佳作所感動……故事的架構嚴謹，用辭優雅、明晰，是一部相當傑出的作品。
「肋」在其中－聖經的女人故事：她（區曼玲）以常帶感情的筆觸，流利地書寫女性纖細豐盛的思緒，既富創意，也有深度。

## 著作
- Narben, Taipei, 2016 * 鬼面 ISBN 9789865731557

出版社：秀威少年：2016

- Because of Love, Taipei, 2015 * 留下，因為愛 ISBN  9789865696979

出版社：釀出版  ：2015
- Das Kliff, Taipei, 2013 * 躍崖 ISBN 9789868952126

出版社：秀威少年  ：2013
- Von Rippen und Freuden – Frauen in der Bibel, Taipei, 2013 * 「肋」在其中：聖經的女人故事 ISBN 9789865915728

出版社：新銳文創  ：2013
- 劇場遊戲指導手冊 Taipei, 1998 * ISBN 9575867785

作者： Viola Spolin  
譯者：區曼玲
出版社：書林出版有限公司  ：1998 